# Magny, Eure-et-Loir

Magny este o comună în departamentul Eure-et-Loir, Franța. În 1 ianuarie 2022 avea o populație de 652 de locuitori.